# 下堂園
株式会社下堂園（しもどうぞの、Shimodozono Co., Ltd.）は、鹿児島県鹿児島市卸本町に本社を置く、日本茶の製造、小売販売及び卸売を手掛ける製茶会社である。特に「ゆたかみどり」に特化した商品展開で知られ、欧州向けにも有機栽培茶を中心に輸出を展開している。
ブランドロゴは、創業家・下堂薗家の家紋でもある「茶の実」をあしらったもの。社名の表記は「下堂園」だが、ブランド名を表記する時は「下堂薗」となり、「薗」の字が異なる。

## 概要
農協連で茶の栽培・製造を指導する技術者であった創業者・下堂薗實によって、1954年（昭和29年）に鹿児島市高麗町に設立された「下堂薗茶舗」を前身とする。1962年（昭和37年）に「有限会社下堂園茶舗」を設立。当時は「担ぎ屋さん」と呼ばれる、箱を担いで鹿児島茶を仕入れにくる行商人を主な顧客としていた。
1972年（昭和47年）には茶業団地開設に伴い、鹿児島市南栄（現流通センター）へ移転。業界に先駆けてコンピュータシステムを導入するなど、製造の高効率化と近代化に努め、1977年（昭和52年）には東京都杉並区に東京営業所を開設、関東地方への進出を果たした。
1980年（昭和55年）、下堂薗實の急逝を受け、長男・下堂薗豊が2代目として社長に就任。当時「安かろう、不味かろう」と思われていた鹿児島茶を全国に普及させるべく、まだ目新しいプロモーション手法であった無料サンプリングの実施や、取引先を鹿児島視察ツアーに招待するなど大胆な営業手法で着実に事業規模を拡大させていった。
1991年（平成3年）には株式会社化し、株式会社下堂園となる。同年より海外市場にも目を向け、欧州の食品展示会への出展を開始し、翌年から海外取引をスタートさせた。更に、欧州の厳しい残留農薬規制をクリアするために自社でオーガニック緑茶の栽培に乗り出し、1998年（平成10年）には鹿児島県川辺町（現・南九州市川辺地域）に農業生産法人有限会社ビオ・ファームを設立。同年にはドイツに現地法人・Shimodozono International GmbHを設立して欧州市場への足掛かりを築いた。
2000年（平成12年）より日本茶カフェ「ティースペース・ラサラ」の展開を開始。日本茶インストラクターによる淹れ方教室などを通じて、お茶を楽しむ文化の普及にも取り組んでいる。2005年（平成17年）には農林水産大臣賞を受賞。

## ゆたかみどり
日本における栽培茶樹の9割は「やぶきた」種であるが、下堂薗の小売商品は「ゆたかみどり」種を中心に展開されている。
「ゆたかみどり」は収穫量は多いが寒さに弱い特性を持っているため、1960年代半ばから気候の温暖な鹿児島の地で栽培が始まった。当初は色が悪く渋い茶であったというが、創業者・下堂薗實が火入れ加工法と栽培法に実験と工夫を重ねた結果、「ゆたかみどり」が完成された。代表的商品である「千両」や「萬両」は、このゆたかみどりが使用されている。

## 有機栽培への取り組み
世界的にも厳しい欧州の残留農薬規制をクリアするため、1992年に海外取引を始めると同時に有機栽培茶の開発にも取り組んでいる。3年後の1995年にはEUオーガニック認証を取得、安定した収穫量を確保できるようになると、1998年には自社有機農園「農業生産法人 有限会社ビオ・ファーム」を設立。2001年には日本農林規格有機JAS認証も取得し、国内での有機栽培茶の流通もスタートさせた。

## 海外での事業展開
有機栽培への道のりが開けた1998年、ドイツ人実業家とともにドイツ現地法人「Shimodozono International GmbH」を、ニーダーザクセン州ディープホルツ（Diepholz, Land Niedersachsen）に設立。オーガニック緑茶ブランド「KEIKO」の展開を開始し、鹿児島県産の有機栽培茶を欧州市場で販売している。